# Eisschnelllauf-Mehrkampfweltmeisterschaft 2001

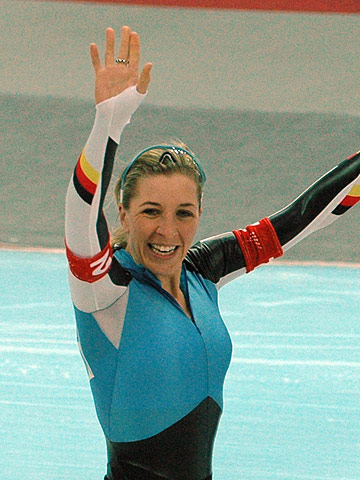
Mehrkampf-Weltmeisterin
Anni Friesinger

Die 95. Mehrkampfweltmeisterschaft (59. der Frauen) wurde vom 10. bis 11. Februar 2001 im ungarischen Budapest (Városligeti Műjégpálya) ausgetragen.

## Teilnehmende Nationen
- 48 Sportler aus 14 Nationen nahmen am Mehrkampf teil.

| Teilnehmende Nationen                         | Teilnehmende Nationen                 | Teilnehmende Nationen                 | Teilnehmende Nationen       |
| --------------------------------------------- | ------------------------------------- | ------------------------------------- | --------------------------- |
| Österreich Belgien Kanada Volksrepublik China | Deutschland Frankreich Ungarn Italien | Japan Kasachstan Niederlande Norwegen | Russland Vereinigte Staaten |

## Wettbewerb

### Frauen

#### Endstand Kleiner-Vierkampf
- Zeigt die ersten zwölf Finalteilnehmerinnen der Mehrkampf-WM über 5.000 Meter.
  - Die Zahl in Klammern gibt die Platzierung je Einzelstrecke an, fett gedruckt die jeweils Schnellste.

| Rang | Name               | 500 Meter  | Pkt.  | 3.000 Meter  | Pkt.  | 1.500 Meter  | Pkt.  | 5.000 Meter  | Pkt.  | Gesamt- pkt. |
| ---- | ------------------ | ---------- | ----- | ------------ | ----- | ------------ | ----- | ------------ | ----- | ------------ |
| 1    | Anni Friesinger    | 39,99 (1)  | 39,99 | 4:19,78 (3)  | 43,29 | 2:03,38 (1)  | 41,12 | 7:32,78 (6)  | 45,27 | 169,690      |
| 2    | Claudia Pechstein  | 41,12 (7)  | 41,12 | 4:18,32 (2)  | 43,05 | 2:04,35 (2)  | 41,45 | 7:21,68 (1)  | 44,16 | 169,791      |
| 3    | Renate Groenewold  | 41,16 (8)  | 41,16 | 4:16,57 (1)  | 42,76 | 2:05,13 (4)  | 41,71 | 7:25,02 (2)  | 44,50 | 170,133      |
| 4    | Cindy Klassen      | 40,49 (3)  | 40,49 | 4:23,38 (6)  | 43,89 | 2:05,00 (3)  | 41,66 | 7:25,78 (3)  | 44,57 | 170,630      |
| 5    | Barbara de Loor    | 40,81 (5)  | 40,81 | 4:22,09 (4)  | 43,68 | 2:05,49 (5)  | 41,83 | 7:28,97 (4)  | 44,89 | 171,218      |
| 6    | Warwara Baryschewa | 40,53 (4)  | 40,53 | 4:28,73 (10) | 44,78 | 2:06,25 (6)  | 42,08 | 7:32,91 (7)  | 45,29 | 172,692      |
| 7    | Maki Tabata        | 41,41 (11) | 41,41 | 4:24,72 (7)  | 44,12 | 2:06,61 (7)  | 42,20 | 7:34,54 (9)  | 45,45 | 173,187      |
| 8    | Tonny de Jong      | 41,31 (10) | 41,31 | 4:23,35 (5)  | 43,89 | 2:09,68 (11) | 43,22 | 7:29,59 (5)  | 44,95 | 173,386      |
| 9    | Jennifer Rodriguez | 40,29 (2)  | 40,29 | 4:28,37 (9)  | 44,72 | 2:06,85 (9)  | 42,28 | 7:41,81 (12) | 46,18 | 173,482      |
| 10   | Li Song            | 41,45 (12) | 41,45 | 4:29,54 (12) | 44,92 | 2:06,81 (8)  | 42,27 | 7:41,56 (11) | 46,15 | 174,799      |
| 11   | Kristina Groves    | 43,28 (21) | 43,28 | 4:29,35 (11) | 44,89 | 2:09,81 (12) | 43,27 | 7:33,80 (8)  | 45,38 | 176,821      |
| 12   | Swetlana Wyssokowa | 42,34 (19) | 42,34 | 4:28,11 (8)  | 44,68 | 2:13,26 (21) | 44,42 | 7:35,30 (10) | 45,53 | 176,974      |

#### 500 Meter
| Platz | Name                      | Land               | Zeit  | Punkte |
| ----- | ------------------------- | ------------------ | ----- | ------ |
| 1     | Anni Friesinger           | Deutschland        | 39,99 | 39,99  |
| 2     | Jennifer Rodriguez        | Vereinigte Staaten | 40,29 | 40,29  |
| 3     | Cindy Klassen             | Kanada             | 40,49 | 40,49  |
| 4     | Warwara Baryschewa        | Russland           | 40,53 | 40,53  |
| 5     | Barbara de Loor           | Niederlande        | 40,81 | 40,81  |
| 6     | Emese Hunyady             | Österreich         | 40,93 | 40,93  |
| 7     | Claudia Pechstein         | Deutschland        | 41,12 | 41,12  |
| 8     | Renate Groenewold         | Niederlande        | 41,16 | 41,16  |
| 9     | Natalja Poloskowa-Koslowa | Russland           | 41,25 | 41,25  |
| 10    | Tonny de Jong             | Niederlande        | 41,31 | 41,31  |
|       |                           |                    |       |        |
| 13    | Emese Dörfler-Antal       | Österreich         | 41,89 | 41,89  |
| 17    | Gunda Niemann-Stirnemann  | Deutschland        | 42,01 | 42,01  |

#### 3.000 Meter
| Platz | Name                | Land               | Zeit    | Punkte |
| ----- | ------------------- | ------------------ | ------- | ------ |
| 1     | Renate Groenewold   | Niederlande        | 4:16,57 | 42,76  |
| 2     | Claudia Pechstein   | Deutschland        | 4:18,32 | 43,05  |
| 3     | Anni Friesinger     | Deutschland        | 4:19,78 | 43,29  |
| 4     | Barbara de Loor     | Niederlande        | 4:22,09 | 43,68  |
| 5     | Tonny de Jong       | Niederlande        | 4:23,35 | 43,89  |
| 6     | Cindy Klassen       | Kanada             | 4:23,38 | 43,89  |
| 7     | Maki Tabata         | Japan              | 4:24,72 | 44,12  |
| 8     | Swetlana Wyssokowa  | Russland           | 4:28,11 | 44,68  |
| 9     | Jennifer Rodriguez  | Vereinigte Staaten | 4:28,37 | 44,72  |
| 10    | Warwara Baryschewa  | Russland           | 4:28,73 | 44,78  |
|       |                     |                    |         |        |
| 14    | Emese Dörfler-Antal | Österreich         | 4:32,17 | 45,36  |
| 15    | Emese Hunyady       | Österreich         | 4:32,26 | 45,37  |

#### 1.500 Meter
| Platz | Name                | Land                | Zeit    | Punkte |
| ----- | ------------------- | ------------------- | ------- | ------ |
| 1     | Anni Friesinger     | Deutschland         | 2:03,38 | 41,12  |
| 2     | Claudia Pechstein   | Deutschland         | 2:04,35 | 41,45  |
| 3     | Cindy Klassen       | Kanada              | 2:05,00 | 41,66  |
| 4     | Renate Groenewold   | Niederlande         | 2:05,13 | 41,71  |
| 5     | Barbara de Loor     | Niederlande         | 2:05,49 | 41,83  |
| 6     | Warwara Baryschewa  | Russland            | 2:06,25 | 42,08  |
| 7     | Maki Tabata         | Japan               | 2:06,61 | 42,20  |
| 8     | Li Song             | Volksrepublik China | 2:06,81 | 42,27  |
| 9     | Jennifer Rodriguez  | Vereinigte Staaten  | 2:06,85 | 42,28  |
| 10    | Emese Hunyady       | Österreich          | 2:07,71 | 42,57  |
|       |                     |                     |         |        |
| 20    | Emese Dörfler-Antal | Österreich          | 2:11,58 | 43,86  |

#### 5.000 Meter
| Platz | Name               | Land        | Zeit    | Punkte |
| ----- | ------------------ | ----------- | ------- | ------ |
| 1     | Claudia Pechstein  | Deutschland | 7:21,68 | 44,16  |
| 2     | Renate Groenewold  | Niederlande | 7:25,02 | 44,50  |
| 3     | Cindy Klassen      | Kanada      | 7:25,78 | 44,57  |
| 4     | Barbara de Loor    | Niederlande | 7:28,97 | 44,89  |
| 5     | Tonny de Jong      | Niederlande | 7:29,59 | 44,95  |
| 6     | Anni Friesinger    | Deutschland | 7:32,78 | 45,27  |
| 7     | Warwara Baryschewa | Russland    | 7:32,91 | 45,29  |
| 8     | Kristina Groves    | Kanada      | 7:33,80 | 45,38  |
| 9     | Maki Tabata        | Japan       | 7:34,54 | 45,45  |
| 10    | Swetlana Wyssokowa | Russland    | 7:35,30 | 45,53  |

### Männer

#### Endstand Großer-Vierkampf
- Zeigt die zwölf Finalteilnehmer der Mehrkampf-WM über 10.000 Meter.
  - Die Zahl in Klammern gibt die Platzierung je Einzelstrecke an, fett gedruckt der jeweils Schnellste.

| Rang | Name              | 500 Meter  | Pkt.  | 5.000 Meter  | Pkt.  | 1.500 Meter  | Pkt.  | 10.000 Meter  | Pkt.  | Gesamt- pkt. |
| ---- | ----------------- | ---------- | ----- | ------------ | ----- | ------------ | ----- | ------------- | ----- | ------------ |
| 1    | Rintje Ritsma     | 37,76 (5)  | 37,76 | 6:51,08 (7)  | 41,10 | 1:54,18 (2)  | 38,06 | 13:56,07 (2)  | 41,80 | 158,731      |
| 2    | Ids Postma        | 37,61 (3)  | 37,61 | 6:49,51 (2)  | 40,95 | 1:54,12 (1)  | 38,04 | 14:17,51 (8)  | 42,87 | 159,476      |
| 3    | Bart Veldkamp     | 39,19 (20) | 39,19 | 6:43,69 (1)  | 40,36 | 1:56,89 (12) | 38,96 | 13:44,19 (1)  | 41,20 | 159,731      |
| 4    | Keiji Shirahata   | 38,30 (9)  | 38,30 | 6:49,93 (4)  | 40,99 | 1:57,61 (16) | 39,20 | 14:05,16 (4)  | 42,25 | 160,754      |
| 5    | Dustin Molicki    | 38,56 (14) | 38,56 | 6:50,42 (5)  | 41,04 | 1:55,96 (5)  | 38,65 | 14:12,46 (6)  | 42,62 | 160,878      |
| 6    | Alexander Kibalko | 37,64 (4)  | 37,64 | 6:57,80 (11) | 41,78 | 1:54,98 (3)  | 38,32 | 14:25,89 (10) | 43,29 | 161,040      |
| 7    | Dmitri Schepel    | 38,66 (15) | 38,66 | 6:53,10 (8)  | 41,31 | 1:55,80 (4)  | 38,60 | 14:15,97 (7)  | 42,79 | 161,368      |
| 8    | Vadim Sajutin     | 39,40 (21) | 39,40 | 6:50,86 (6)  | 41,08 | 1:56,27 (10) | 38,75 | 14:05,40 (5)  | 42,27 | 161,512      |
| 9    | Christian Breuer  | 37,55 (1)  | 37,55 | 6:59,00 (13) | 41,90 | 1:56,09 (6)  | 38,69 | 14:29,54 (11) | 43,47 | 161,623      |
| 10   | Jochem Uytdehaage | 38,99 (18) | 38,99 | 6:56,73 (9)  | 41,67 | 1:56,23 (8)  | 38,74 | 14:22,87 (9)  | 43,14 | 162,549      |
| 11   | Sergei Zybenko    | 37,82 (6)  | 37,82 | 7:00,10 (15) | 42,01 | 1:56,77 (11) | 38,92 | 14:53,41 (12) | 44,67 | 163,423      |
| 12   | Frank Dittrich    | 40,63 (23) | 40,63 | 6:49,69 (3)  | 40,96 | 2:00,29 (22) | 40,09 | 13:58,41 (3)  | 41,92 | 163,615      |

#### 500 Meter
| Platz | Name              | Land               | Zeit  | Punkte |
| ----- | ----------------- | ------------------ | ----- | ------ |
| 1     | Christian Breuer  | Deutschland        | 37,55 | 37,55  |
| 2     | Takahiro Ushiyama | Japan              | 37,59 | 37,59  |
| 3     | Ids Postma        | Niederlande        | 37,61 | 37,61  |
| 4     | Alexander Kibalko | Russland           | 37,64 | 37,64  |
| 5     | Rintje Ritsma     | Niederlande        | 37,76 | 37,76  |
| 6     | Sergei Zybenko    | Kasachstan         | 37,82 | 37,82  |
| 7     | Derek Parra       | Vereinigte Staaten | 37,98 | 37,98  |
| 8     | Eiji Kohara       | Japan              | 38,21 | 38,21  |
| 9     | Keiji Shirahata   | Japan              | 38,30 | 38,30  |
| 10    | Kevin Marshall    | Kanada             | 38,34 | 38,34  |
|       |                   |                    |       |        |
| 16    | Jan Friesinger    | Deutschland        | 38,78 | 38,78  |
| 23    | Frank Dittrich    | Deutschland        | 40,63 | 40,63  |

#### 5.000 Meter
| Platz | Name              | Land        | Zeit    | Punkte |
| ----- | ----------------- | ----------- | ------- | ------ |
| 1     | Bart Veldkamp     | Belgien     | 6:43,69 | 40,36  |
| 2     | Ids Postma        | Niederlande | 6:49,51 | 40,95  |
| 3     | Frank Dittrich    | Deutschland | 6:49,69 | 40,96  |
| 4     | Keiji Shirahata   | Japan       | 6:49,93 | 40,99  |
| 5     | Dustin Molicki    | Kanada      | 6:50,42 | 41,04  |
| 6     | Vadim Sajutin     | Russland    | 6:50,86 | 41,08  |
| 7     | Rintje Ritsma     | Niederlande | 6:51,08 | 41,10  |
| 8     | Dmitri Schepel    | Russland    | 6:53,10 | 41,31  |
| 9     | Jochem Uytdehaage | Niederlande | 6:56,73 | 41,67  |
| 10    | Toshihiko Itokawa | Japan       | 6:57,29 | 41,72  |
|       |                   |             |         |        |
| 13    | Christian Breuer  | Deutschland | 6:59,00 | 41,90  |
| 21    | Jan Friesinger    | Deutschland | 7:07,16 | 42,71  |

#### 1.500 Meter
| Platz | Name              | Land               | Zeit    | Punkte |
| ----- | ----------------- | ------------------ | ------- | ------ |
| 1     | Ids Postma        | Niederlande        | 1:54,12 | 38,04  |
| 2     | Rintje Ritsma     | Niederlande        | 1:54,18 | 38,06  |
| 3     | Alexander Kibalko | Russland           | 1:54,98 | 38,32  |
| 4     | Dmitri Schepel    | Russland           | 1:55,80 | 38,60  |
| 5     | Dustin Molicki    | Kanada             | 1:55,96 | 38,65  |
| 6     | Christian Breuer  | Deutschland        | 1:56,09 | 38,69  |
| 7     | Derek Parra       | Vereinigte Staaten | 1:56,10 | 38,70  |
| 8     | Jochem Uytdehaage | Niederlande        | 1:56,23 | 38,74  |
| 9     | KC Boutiette      | Vereinigte Staaten | 1:56,26 | 38,75  |
| 10    | Vadim Sajutin     | Russland           | 1:56,27 | 38,75  |
|       |                   |                    |         |        |
| 15    | Jan Friesinger    | Deutschland        | 1:57,52 | 39,17  |
| 22    | Frank Dittrich    | Deutschland        | 2:00,29 | 40,09  |

#### 10.000 Meter
| Platz | Name              | Land        | Zeit     | Punkte |
| ----- | ----------------- | ----------- | -------- | ------ |
| 1     | Bart Veldkamp     | Belgien     | 13:44,19 | 41,20  |
| 2     | Rintje Ritsma     | Niederlande | 13:56,07 | 41,80  |
| 3     | Frank Dittrich    | Deutschland | 13:58,41 | 41,92  |
| 4     | Keiji Shirahata   | Japan       | 14:05,16 | 42,25  |
| 5     | Vadim Sajutin     | Russland    | 14:05,40 | 42,27  |
| 6     | Dustin Molicki    | Kanada      | 14:12,46 | 42,62  |
| 7     | Dmitri Schepel    | Russland    | 14:15,97 | 42,79  |
| 8     | Ids Postma        | Niederlande | 14:17,51 | 42,87  |
| 9     | Jochem Uytdehaage | Niederlande | 14:22,87 | 43,14  |
| 10    | Alexander Kibalko | Russland    | 14:25,89 | 43,29  |
|       |                   |             |          |        |
| 11    | Christian Breuer  | Deutschland | 14:29,54 | 43,47  |